# Karmele Jaio
Karmele Jaio Eiguren (Vitoria, 19 de marzo de 1970) es una escritora y periodista española.

## Biografía
Se licenció en Ciencias de la Información en el curso 1993-1994 por la Universidad del País Vasco y desde entonces ha trabajado en distintos medios de comunicación, ha sido responsable de comunicación de la Fundación Euskalgintza Elkarlanean o responsable de comunicación de Emakunde (Instituto Vasco de la Mujer). Publica ocasionalmente columnas en medios como Diario de Noticias de Álava, Noticias de Gipuzkoa y Deia.
Ha publicado relatos, novelas y poesía. Sus relatos también han sido llevados al teatro: el director Ramón Barea dirigió en 2010 la obra Ecografías, basada en el relato de la autora del mismo título. Sus relatos se han publicado en numerosas antologías y sus obras han sido traducidas al catalán, alemán, ruso e inglés, además de al castellano.
Desde julio de 2015 es académica correspondiente de Euskaltzaindia, Real Academia de la Lengua Vasca.

## Obras

### Narrativa
- Hamabost zauri (2004, Elkar).[4] Publicada en castellano como Heridas crónicas (2010, Ttarttalo).[5]
- Zu bezain ahul (2007, Elkar).[6]
- Ez naiz ni (2012, Elkar).[7]

### Novela
- Amaren eskuak (2006, Elkar).[8] Premio Igartza Saria. Publicada en castellano como Las manos de mi madre, (Ttarttalo, 2008).[9] Adaptada al cine por Mireia Gabilondo y presentada en el Festival Internacional de Cine de San Sebastián.[10]
- Musika airean (2010, Elkar).[11] Publicada en castellano como Música en el aire (Ttarttalo, 2013).[12]
- Aitaren etxea  (Elkar, 2019) - La casa del padre (Destino, 2020).[13]My father's house[14] (Dedalus Ltd., 2023)

### Poesía
- Orain hilak ditugu (2015, Elkar).[15]

## Premios
- 2006 Distinción Beterriko Liburua, por Amaren eskuak.[16]
- 2006 Premio Euskadi de Plata, por Amaren eskuak.[17]
- 2006 Premio 111 Akademia, por Amaren eskuak.[18]
- 2007 Premio Zazpi Kale, por Amaren eskuak..[19]
- 2010 II Premio Ezequiel Etxebarria, por Amaren eskuak..[20]
- 2012 VII Igartza Saria por la obra Amaren eskuak.[21]
- 2015 Nombrada Miembro correspondiente de Euskaltzaindia.[22]
- 2019 Premio 111 Akademia, por Aitaren etxea.[18]
- 2020 Premio Euskadi de Literatura en euskera, por Aitaren etxea.[23]